# Ana Poščić
Ana Poščić (24. studenoga 1998.), hrvatska gimnastičarka i hrvatska državna reprezentativka iz Rijeke. Natječe se u reprezentaciji u višeboju, članica je Gimnastičkog kluba Rijeke, a trener je Diana Lukašić.

## Sudjelovanja na velikim natjecanjima
- Europske igre

Nastupila na Europskim igrama 2015. godine.
- europska prvenstva

Juniorsko europsko prvenstvo 2012. u Bruxellesu.
Sudionica europskog prvenstva koje se je održalo od 12. do 18. svibnja 2014. godine u Sofiji.
- svjetska prvenstva

- Olimpijske igre